# Pablo Escobar
Pablo Emilio Escobar Gaviria (Rionegro, 1 december 1949 – Medellín, 2 december 1993) was een beruchte Colombiaanse drugsbaron, die een van de rijkste mensen ter wereld werd door zijn wereldwijde handel in speed cocaïne.

## Levensloop
Escobar, zoon van een arme boer en een lerares, begon zijn criminele carrière met het stelen van grafstenen. Later werd hij actief als autodief in de straten van Medellín in Colombia. Daarna ging hij in cocaïne handelen en begon hij zijn drugsimperium in de jaren zeventig op te bouwen.

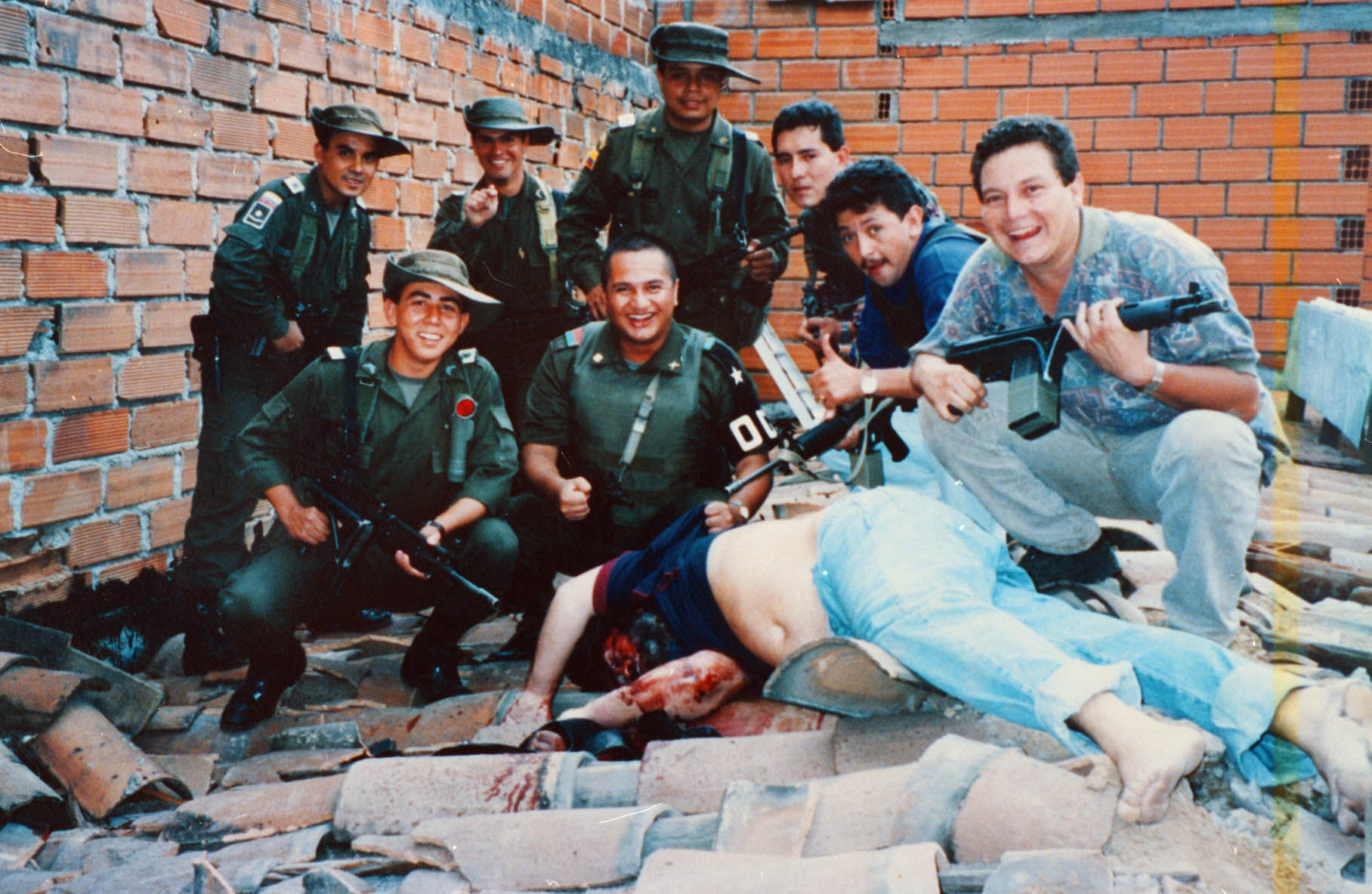
De Columbiaanse politie viert de dood van Pablo Escobar

Het drugsnetwerk van Escobar werd in de jaren tachtig breed bekend. Zijn Cartel de Medellín (Medellínkartel) zou het grootste deel van de drugshandel naar Mexico, Ecuador, Puerto Rico en de Dominicaanse Republiek hebben beheerst, waarbij de cocaïnebase voornamelijk werd geïmporteerd uit Peru en Bolivia. De Colombiaanse coca was in die periode van inferieure kwaliteit. 
Escobar kocht vele overheidsdienaren om onder het motto plata o plomo; Spaans voor 'zilver of lood', hetgeen betekent 'accepteer het smeergeld of je krijgt een kogel'. Escobar is zelf ook nog actief geweest in de politiek. In mei 1982 werd hij verkozen tot volksafgevaardigde. Terwijl Escobar nog in de politiek zat, bleef hij doorgaan met het bedreigen en omkopen van ambtenaren. In 1983 was zijn politieke leven alweer voorbij. Uit woede wilde hij de mensen terugpakken die hem het politiek bedrijven onmogelijk hadden gemaakt.
Hij was verantwoordelijk voor de moord op drie kandidaten voor het presidentschap en diverse bomaanslagen. Het Medellínkartel was tevens betrokken bij een dodelijke criminele oorlog met haar grootste concurrent, het Calikartel. Ook voerde hij een verbeten strijd met El Espectador vanwege de kritische berichtgeving van deze Colombiaanse krant over zijn rol in de drugshandel.
Escobar staat vooral bekend als een van de grootste drugsbaronnen ooit. Toch werd hij mateloos populair onder de arme bevolking van Medellín nadat hij, zogezegd onder de indruk van wat zich in de sloppenwijken van zijn stad afspeelde, honderden nieuwe huizen liet bouwen voor de bewoners. Hierdoor kon hij in zijn politieke carrière rekenen op de volledige steun van de armen. Zelf bracht hij een groot deel van zijn leven door op Hacienda Nápoles.
Geschat wordt dat Escobar direct verantwoordelijk was voor 8.000 moorden. Merkwaardig genoeg was Escobar een echte dierenliefhebber. Vooral grote dieren hadden zijn interesse. Uit Afrika liet hij nijlpaarden en giraffes overkomen. Rond zijn huis bouwde hij een soort Jurassic Park met grote beelden van prehistorische dieren.
Op zijn toppunt verdiende Escobar ongeveer 61 miljoen dollar per dag en werd hij door het zakentijdschrift Forbes genoemd als de op zeven na rijkste man ter wereld, toen zijn Medellínkartel 80 procent van de wereldhandel in cocaïne in handen had. Escobar werd doodgeschoten tijdens zijn arrestatie op 2 december 1993. Sommigen beweren dat hij, nadat hij neergeschoten werd, op het dak in elkaar zakte en zichzelf vervolgens door het hoofd schoot. Na Escobars dood viel het Medellínkartel uiteen en werd de cocaïnemarkt lange tijd gedomineerd door het Calikartel, totdat de leiders daarvan gedurende de jaren negentig werden gedood of gevangen werden genomen. Daarna kwam de voormalige beveiligingsgroep van Escobar onder leiding van Maximiliano Bonilla Orozco, alias Valenciano, aan de macht in de Colombiaanse onderwereld.

## In populaire cultuur
- De schilder Fernando Botero maakte een schilderij over de dood van Escobar getiteld De dood van Pablo Escobar. Het schilderij hangt in Museo de Antioquia in Medellín.
- Pablo Escobar komt ook voor in de film Blow (2001) van Ted Demme en wordt gespeeld door Cliff Curtis.
- De Colombiaanse documentaire The Two Escobars (2010) gaat over het leven van Pablo en het leven van de Colombiaanse voetballer Andrés Escobar (geen familie) en hoe hun levens elkaar beïnvloedden.
- De Amerikaanse televisieserie Narcos (2015) is gebaseerd op de drugsoorlog. In de serie krijgt de kijker in de eerste twee seizoenen een kijkje in Escobars leven. De serie is gebaseerd op waargebeurde gebeurtenissen.
- De Colombiaanse tv-serie Pablo Escobar: El Patrón del Mal is gebaseerd op Escobars leven. Deze serie is, anders dan Narcos, gebaseerd op het leven van Escobar van kinds af aan tot aan zijn dood.
- Escobar: Paradise Lost is een Amerikaanse thriller uit 2014 die zich afspeelt in de hoogtijdagen van het Medellínkartel met Benicio del Toro als Pablo Escobar en Josh Hutcherson als een Canadese surfer die verliefd wordt op Escobars nichtje.
- Loving Pablo (2017) over de affaire van Pablo Escobar met journaliste Virginia Vallejo en het leven van Escobar tot aan zijn dood.
- De film American Made (2017), met Tom Cruise in de hoofdrol, vertelt het verhaal van Barry Seal, een piloot die voor zowel de CIA als voor Escobars drugskartel werkte.